# Spitz
Spitz é uma banda japonesa formada em 1987, em uma universidade de Tóquio. Teve seu primeiro álbum comercial, Hidari no Kokoro / Biidama, lançado em 3 de março 1991, embora só tenha se tornado conhecida pelo grande público em 1995, após o lançamento de seu 11º single, Robinson , e seu sexto álbum, intitulado Hachimitsu.
O grupo, formado por Masamune Kusano (vocal, guitarra/violão e letras), Tetsuya Miwa (guitarra), Akihiro Tamura (baixo) e Tatsuo Sakiyama (bateria), busca tocar músicas de pop rock, com forte inspiração em antigas bandas como The Blues Hearts.
Considerada uma das vinte maiores bandas japonesas de todos os tempos, Spitz continua tocando e lançando discos ainda hoje. Até janeiro de 2006 a discografia do grupo contava com trinta singles e quinze álbuns. Seu trabalho mais recente foi o single Mahou no Kotoba / Shalala, lançado em julho de 2006 no Japão. Este álbum faz parte da trilha sonora do filme Honey and Clover (Hachimitsu to Kuroubaa), baseado no anime de mesmo nome, onde a Spitz também participa com algumas canções.